# Taitu
Taitu Bytul (amh. ጣይቱ ብጡል, ur. 1851, zm. 1918) - cesarzowa Etiopii (od 1889). Od 1883 żona Menelika II (był jej piątym mężem), u schyłku życia małżonka sprawowała faktyczne rządy.